# Ferhat Kıskanç
Ferhat Kıskanç (* 1. August 1982 in Köln) ist ein deutsch-türkischer Fußballspieler. Er spielte zuletzt beim DSK Köln in der Bezirksliga.

## Karriere
Kıskanç begann seine Karriere 2001 bei den Amateuren des 1. FC Köln. Nachdem er bei diesen bis 2005 in der Regional- und Oberliga gespielt hatte, wechselte er zu Rot-Weiss Essen.
Mit Essen gelang ihm ein Jahr später, 2006, der Aufstieg in die 2. Bundesliga. 2007 erfolgte der sofortige Wiederabstieg. Nachdem er im dritten Jahr in der Regionalliga nur noch in der ersten Saisonhälfte und da nur selten über die volle Spielzeit zum Einsatz gekommen war, wechselte Kıskanç im Sommer 2008 zum Zweitligaaufsteiger Rot-Weiß Oberhausen, wo er die Rückennummer 17 erhielt. In der Hinrunde 2008/09 kam er auf acht Einsätze. Anschließend war er über ein Jahr ohne Verein, ehe er sich im Herbst 2010 dem SV Bergisch Gladbach 09 anschloss. Er stand in seinen ersten Spielen in der Startelf, ehe er sich verletzte und nicht mehr berücksichtigt wurde. In der Saison 2015/16 spielte er für DSK Köln in der Bezirksliga.

### Erfolge
- Aufstieg in die Regionalliga Nord mit den Amateuren des 1. FC Köln 2002
- Aufstieg in die 2. Bundesliga mit Rot-Weiss Essen 2006